# Gregorius (Volkssänger)
Gregorius nannte sich ein sächsischer Volkssänger, von dessen humoristischen Vorträgen in den 1910er Jahren Aufnahmen bei der Polyphon in Wahren bei Leipzig und auf der Marke Famosa Glockophona der Glocke-Musikwerke Leipzig  überliefert sind;
er taucht im Zusammenhang mit der Volkssängertruppe Die gemütlichen Sachsen bzw. der Leipziger Krystallpalast-Sänger auf und scheint eine selbständige Künstlerpersönlichkeit gewesen zu sein. Möglicherweise war er Mitglied in einer der beiden Vereinigungen, oder gar in beiden. Vielleicht war „Gregorius“ aber auch nur ein eigens für die Schallplatte angenommenes Pseudonym eines regulären Mitglieds einer Sänger-Gesellschaft gewesen.
„Gregorius“ trug eigene Texte vor, aber auch solche von Volkssänger-Kollegen wie Reinhold Fischer, Martin Mühlau und Carl Vallenda. Fischer und Mühlau waren Mitglieder bei den Leipziger Krystallpalast-Sängern.

## Werke
Von „Gregorius“ sind bisher nur zwei eigene Texte bekannt geworden:
- Instruktion[4]

- Julius, der Musikus

## Tondokumente

### Als Verfasser
- Instruktion (Gregorius). Interpret(en): Die gemütlichen Sachsen. Polyphon Record 12 456 / 23 205 (Matr. 8131 a)[5]

### Als Interpret
- Meine Rieke – Couplet von R. Fischer[6].  Gregorius, mit Klavierbegleitung und Trompeten. Polyphon Record 12 476 / 23 166 (Matr. 7292)[7]

- Julius, der Musikus (Gregorius) Gregorius, mit Klavierbegleitung und Trompete. Polyphon Record 12 476 / 23 167 (Matr. 7293)[8]

- Musikus Spargel (Martin Mühlau). Interpret: Gregorius. Polyphon Record 12 477 / 23 168 (Matr. 7294 )[9]

- Gelegenheits-Musiker Krumpel (Vallenda). Interpret: Gregorius. Polyphon Record 12 477 / 23 169 (Matr. 7295)[10]

auch auf Famosa Glockophona:
- Musikus Spargel : humoristischer Vortrag / Gregorius. Famosa Glockophona No. G 23 286 / 23 168  (Matrizennummer 7294)[12]

- Gelegenheitsmusiker Krumpel : humoristischer Vortrag / Gregorius. Famosa Glockophona No. G 23 287 / 23 169  (Matrizennummer 7295)[13]